# 竜泉寺町
竜泉寺町（りゅうせんじちょう）は、愛知県岡崎市東部地区の町名。丁番を持たない単独町名であり、36の小字が設置されている。

## 地理
岡崎市の南部に位置する。町中心部に羽栗台団地が存在する。

### 河川
- 竜泉寺川
- 六斗目川

### 湖沼
- 竜美池
- 後山池
- 境ヶ峰六入池
- 唐入池
- 炭焼池

### 小字
| - 字赤羽根（あかばね） - 字岩崎（いわさき） - 字岩本（いわもと） - 字上ノ畑（うえのはた） - 字後山（うしろやま） - 字小場沢（おばざわ） - 字尾尻（おじり） - 字上北野尻（かみきたのじり） - 字上野畔（かみのぐろ） - 字上野中（かみのなか） - 字境ケ嶺大入（きょうがみねおおいり） - 字黒土（くろつち） - 字郷土（ごうど） - 字笹口（ささぐち） - 字下北野尻（しもきたのじり） - 字正金（しょうきん） - 字仁田（じんだ） - 字炭焼（みやき） | - 字千性（せんしょう） - 字蔵主ケ入（ぞうすがいり） - 字新田（しんでん） - 字長拝（ちょうはい） - 字塘ケ入（とうがいり） - 字百々（どうど） - 字西柄栗（にしからくり） - 字西ノ山（にしのやま） - 字西山畑（にしやまはた） - 字馬場（ばば） - 字東柄栗（ひがしからくり） - 字東山畑（ひがしやまはた） - 字舟山六斗目（ふなやまろくとうめ） - 字前田（まえだ） - 字松本（まつもと） - 字間峯ケ平（まみねがひら） - 字矢下（やした） - 字山綱谷戸（やまつながいと） |

## 世帯数と人口
2019年（令和元年）5月1日現在の世帯数と人口は以下の通りである。
| 町丁     | 世帯数  | 人口    |
| -------- | ------- | ------- |
| 竜泉寺町 | 771世帯 | 1,901人 |

### 人口の変遷
国勢調査による人口の推移
| 1995年（平成7年）  | 1,759人 | [ 5 ] |  |
| 2000年（平成12年） | 1,777人 | [ 6 ] |  |
| 2005年（平成17年） | 1,776人 | [ 7 ] |  |
| 2010年（平成22年） | 1,954人 | [ 8 ] |  |
| 2015年（平成27年） | 1,913人 | [ 9 ] |  |

## 学区
市立小・中学校に通う場合、学区は以下の通りとなる。
| 字・番地等 | 小学校             | 中学校             | 高等学校普通科 |
| ---------- | ------------------ | ------------------ | -------------- |
| 全域       | 岡崎市立竜谷小学校 | 岡崎市立東海中学校 | 三河学区       |

## 歴史
額田郡龍泉寺村を前身とする。

### 町名の由来
かつて存在した天台宗竜泉寺による。

### 沿革
- 1878年（明治11年）12月28日 - 竜泉寺村と尾尻村が合併し、竜泉寺村となる[12]。
- 1889年（明治22年）10月1日 - 町村制施行・合併に伴い、額田郡竜谷村大字竜泉寺となる[12]。
- 1955年（昭和30年）2月1日 - 岡崎市へ編入し、同市竜泉寺町となる[13]。
- 2021年（令和3年）8月21日 - 一部がみはらし台2丁目となる[14][15]。

### 史跡
- 松本第1号窯跡
- 松本第2号窯跡
- 松本第3号窯跡
- 大久保忠教墓
- 大久保忠員墓
- 宇津忠茂墓

## 交通

### 道路
- 愛知県道326号桑谷柱線
  - 緑丘通り
- 愛知県道327号市場福岡線
  - 藤川街道
- 愛知県道480号美合幸田線
  - 馬頭道

## 施設
- 竜泉寺町公民館
- 特養ホーム愛厚ホーム岡崎苑
- 長福寺
- 実相寺
- 正道寺
- 松尾神社
- 神明社
- いちご生産団地（2020年9月24日完成）[16]

### 教育
- 愛知県立岡崎東高等学校
- 岡崎市立竜谷小学校
- 岡崎市竜谷保育園

## ギャラリー
- 竜泉寺町公民館
- 愛知県立岡崎東高等学校
- 岡崎市立竜谷小学校
- いちご生産団地（2020年9月24日完成）
- 長福寺

## その他

### 日本郵便
- 郵便番号 : 444-3524[3]（集配局：岡崎郵便局[17]）。

## 参考資料
- 「角川日本地名大辞典」編纂委員会 編『角川日本地名大辞典 23 愛知県』角川書店、1989年3月8日。ISBN 4-04-001230-5。
- 有限会社平凡社地方資料センター 編『日本歴史地名大系第23巻 愛知県の地名』平凡社、1981年。ISBN 4-582-49023-9。
- 新編岡崎市史編さん委員会 編『新編岡崎市史 総集編 20』1993年。